# Gouvernement Halvorsen I
Knudsen II Blehr II
Le Gouvernement Halvorsen I est le premier gouvernement norvégien mené par Otto Bahr Halvorsen. Ce gouvernement est à la tête de la Norvège du 21 juin 1920 au 22 juin 1921.

## Contexte
Ce gouvernement est une coalition minoritaire entre le parti de droite Høyre et le parti libéral Frisinnede Venstre. Un an plus tard, le gouvernement chute au Storting à la suite de l'affaire de la commission scolaire où le gouvernement souhaitait abolir les lois relatives à l'école concernant les enseignants, en contrepartie les communes auraient pu alors baisser les salaires des enseignants. L'assemblée demande la démission du gouvernement le 18 juin.

## Composition
| Ministère                                  | Nom                        | Parti |
| ------------------------------------------ | -------------------------- | ----- |
| Premier ministre et Ministre de la Justice | Otto Bahr Halvorsen        | H     |
| Ministre des Affaires étrangères           | Christian Fredrik Michelet | H     |
| Ministre des Finances                      | Edvard Hagerup Bull        | H     |
| Ministre de l'Agriculture                  | Gunder Anton Jahren        | H     |
| Ministre de l'Eglise                       | Nils Riddervold Jensen     | H     |
| Ministre de la Défense                     | Karl Wilhelm Wefring       | FrV   |
| Ministre des Affaires sociales             | Odd Klingenberg            | H     |
| Ministre de l'Approvisionnement            | Johan Rye Holmboe          | FrV   |
| Ministre du Travail                        | Cornelius Middelthon       | H     |